# Клаус фон Бісмарк
Клаус Ганс Герберт фон Бісмарк (нім. Klaus Hans Herbert von Bismarck; 6 березня 1912, маєток Ярхім, район Наугард — 22 травня 1997, Гамбург) — німецький журналіст. Учасник Другої світової війни, підполковник резерву.

## Біографія
Син Ґоттфріда фон Бісмарка (1881—1928), власника маєтків Ярхім та Кніпгоф, і Гертруди Кьон (1890—1971). Двоюрідний онук Отто фон Бісмарка.

### Військова кар'єра
1 квітня 1934 року вступив у 4-й піхотний полк, з 1937 року — ад'ютант 2-го батальйон цього полку, який входив у 32-у піхотну дивізію. На початку 1939 року вийшов у відставку.
В серпні 1939 року знову призваний на службу і призначений на свою стару посаду. Учасник Польської кампанії. З початку 1940 року — ад'ютант свого полку, з липня 1941 року — командир 7-ї роти, з вересня 19041 року — командир 2-го батальйону. Літом 1943 року вийшов у відставку і почав керувати родовим маєтком.
Восени 1944 року повернувся на службу і був призначений командиром 4-го гренадерського полку на радянсько-німецькому фронті. В кінці війни евакуювався на кораблі з Курляндії в Шлезвіґ-Гольштайн, де здався британським військам.

### Після війни
У 1950—1995 роках був членом президіума Асоціації німецької євангелістської церкви, в 1977—1979 роках — президентом Асоцації.
В 1961—1975 роках — директор телерадіокомпанії Westdeutscher Rundfunk.
15 квітня 1977 року став президентом Інституту Гете зі штаб-квартирою в Мюнхені і залишався на цій посаді д о 1989 року. Під його керівництвом інститут розширив свої зв'язки у Східній Европі та відкрив свої офіси у Варшаві і Кракові.
Автор мемуарів «Відбуття з Померанії».

## Особисте життя
15 липня 1939 року одружився з Рут-Алісою фон Ведемайєр (3 березня 1920 — 28 грудня 2013, Гамбург). В шлюбі народились 8 дітей: 7 синів і 1 дочка.

## Нагороди
- Медаль «За вислугу років у Вермахті» 4-го класу (4 роки)

### Друга світова війна
- Залізний хрест 2-го класу (9 жовтня 1939)
- Штурмовий піхотний знак в сріблі (1939)
- Залізний хрест 1-го класу (18 червня 1940)
- Лицарський хрест Залізного хреста з дубовим листям
  - Хрест (21 грудня 1942) — як обер-лейтенант резерву, командир 2-го батальйону 4-го піхотного полку
  - Дубове листя (№ 669; як майор резерв, командир 4-го гренадерського полку
- Дем'янський щит
- Чорний нагрудний знак «За поранення»[8]

### Після війни
- Премія барона фом Штайна (1954)
- Орден «За заслуги перед Федеративною Республікою Німеччина»
  - Командорський хрест (3 жвовтня 1973)
  - Великий офіцерський хрест (1982)
  - Великий хрест із зіркою та плечовою стрічкою (2 червня 1989)
- Премія Адольфа Грімме (1976)
- Командор ордена «За заслуги перед Італійською Республікою» (1989)